# Feliu de Marimon i de Tord
Feliu de Marimon i de Tord   (Barcelona, 1636 - Madrid, 1721), senyor i marquès de Cerdanyola i del castell de Sant Marçal, fou un noble català.
Fill del senyor de Cerdanyola Joan de Marimon i Farners i Elionor de Tord i Despalau, es casà el 23 d'octubre del 1660 amb Jerónima de Santcliment (o de Corbera-Santcliment), amb la qual va tenir almenys un fill, Josep de Marimon i Corbera-Santcliment, que succeí al seu pare en el marquesat.
El 1685 intervingué en els tractes amb els francesos per a establir una treva. Contribuí a l'apaivagament de la revolta dels Barretines. Fou regent de la tresoreria de Catalunya, i el 1688 fou nomenat regent del consell d'Aragó i anà a residir a Madrid. El 30 de setembre de 1690 rebé el títol de marquès de Cerdanyola de Carles II de Castella.
Fou coronel de dragons, i com a tal lluità, durant la Guerra de Successió espanyola, al bàndol de Felip V d'Espanya (Borbó), al setge de Cardona de 1711; més tard fou enviat a Balsareny, però fou derrotat, pel camí, per Antoni Desvalls. Es revenjà fent incendiar Sallent. Participà en l'assalt final a Barcelona, l'11 de setembre de 1714.